# ワン・ステップ・クローサー (リンキン・パークの曲)
ワン・ステップ・クローサー（One Step Closer）はアメリカ合衆国のロックバンド、リンキン・パークが2000年に発表したファーストアルバム、「ハイブリッド・セオリー」に収録された楽曲。彼らのデビュー・シングルでもある。

## 概要
ライブのセットリストの最後に演奏されることが多く、彼らの中でも二番目に演奏回数の多い曲になっている。
チェスター・ベニントンの「Shut up!」を連呼するシャウトが印象的な曲である。ベースはスコット・コジオールがフェニックスの代役で弾いている。
ハイブリッド・セオリーのリミックスアルバムであるリアニメーションには、コーン (バンド)のボーカリスト、ジョナサン・デイヴィスが参加している。

## ミュージックビデオ
ロサンゼルスのトンネル内で撮影され、メンバーのジョー・ハーンとグレゴリー・ダークが監督を務めている。